# Андорра на Чемпіонаті світу з водних видів спорту 2015
Андорра взяла участь у Чемпіонаті світу з водних видів спорту 2015, який пройшов у Казані (Росія) від 24 липня до 9 серпня.

## Плавання
Андорські плавці виконали кваліфікаційні нормативи в дисциплінах, які наведено в таблиці (не більш як 2 плавці на одну дисципліну за часом нормативу A, і не більш як 1 плавець на одну дисципліну за часом нормативу B):
Чоловіки
| Спортсмен  | Дисципліна            | Попередній заплив | Попередній заплив | Фінал           | Фінал           |
| Спортсмен  | Дисципліна            | Час               | Місце             | Час             | Місце           |
| ---------- | --------------------- | ----------------- | ----------------- | --------------- | --------------- |
| Поль Аріас | 800 м вільним стилем  | 8:28.11           | 41                | Завершив виступ | Завершив виступ |
| Поль Аріас | 1500 м вільним стилем | 16:26.35          | 45                | Завершив виступ | Завершив виступ |

Жінки
| Спортсменка    | Дисципліна           | Попередній заплив | Попередній заплив | Півфінал         | Півфінал         | Фінал            | Фінал            |
| Спортсменка    | Дисципліна           | Час               | Місце             | Час              | Місце            | Час              | Місце            |
| -------------- | -------------------- | ----------------- | ----------------- | ---------------- | ---------------- | ---------------- | ---------------- |
| Моніка Рамірес | 100 м вільним стилем | 58.85             | 61                | Завершила виступ | Завершила виступ | Завершила виступ | Завершила виступ |
| Моніка Рамірес | 50 м на спині        | 30.89             | 41                | Завершила виступ | Завершила виступ | Завершила виступ | Завершила виступ |
| Надя Тудо      | 50 м вільним стилем  | 28.00             | 71                | Завершила виступ | Завершила виступ | Завершила виступ | Завершила виступ |
| Надя Тудо      | 200 м вільним стилем | 2:12.21           | 57                | Завершила виступ | Завершила виступ | Завершила виступ | Завершила виступ |